# Jean-Jacques Yhomby-Opango
Jean‑Jacques Yhomby‑Opango, né le 15 janvier 1963 en république du Congo, est un homme politique congolais. Membre de l’opposition, Il est depuis décembre 2024, président du Rassemblement pour la démocratie et le développement (RDD), parti politique fondé par son père, Joachim Yhombi-Opango (1939-2020), ancien Président de la république du Congo de 1977 à 1979.

## Biographie

### Origines
Jean‑Jacques Yhomby‑Opango naît le 15 janvier 1963 en République du Congo. Il est fils de Jacques-Joachim Yhombi-Opango, premier général de brigade de l’armée congolaise et président de la République du 3 avril 1977 au 5 février 1979.

### Jeunesse
En 1972, Jean-Jacques tente d’intégrer l’école des Cadets de la révolution (actuelle école militaire préparatoire Général-Leclerc), mais sa candidature échoue dans des circonstances qu’il juge liées à des tensions politiques entre son père et le président Marien Ngouabi. Il est ensuite envoyé étudier en France, avant de rentrer au pays en août 1979. À son arrivée à Brazzaville, quelques mois après la destitution de son père (5 février 1979), il est brièvement incarcéré avec sa famille.
Au début des années 1980, Jean-Jacques  essuie à quatre reprises un refus d’admission dans l’armée congolaise. Selon les explications fournies, ces quatre rejets émanaient d’une décision prise directement par le colonel Denis Sassou-Nguesso, alors ministre de la Défense tout en exerçant cumulativement les fonctions de président de la République,.

## Rassemblement pour la démocratie et le développement (RDD)
Engagé au sein du Rassemblement pour la démocratie et le développement (RDD), parti fondé par son père en 1990 peu avant la tenue de la Conférence nationale souveraine (CNS), Jean-Jacques Yhomby-Opango milite d’abord en tant que simple adhérent. Il entre dans les instances dirigeantes du parti en 2016 en qualité de vice-président. Il assure l'intérim de la direction du RDD à la suite de son retrait, puis du décès de son père à Paris en mars 2020,.

### Élections législatives de 2017
Jean-Jacques Yhomby-Opango annonce sa candidature aux élections législatives de juillet 2017 dans la circonscription d'Owando-centre. Confiant dans ses chances de l’emporter, il a néanmoins dénoncé, dans un communiqué, des dysfonctionnements ayant entaché l'organisation du scrutin. Il est finalement battu dès le premier tour par le candidat du PCT, Joël Abel Owassa Yaucka, malgré sa confiance en la victoire.

### Élections législatives de 2022
Le RDD, sous la direction de Jean-Jacques Serge Yhomby-Opango, alors vice-président, décide de ne pas participer aux élections législatives et locales de juillet 2022. Le vice-président du parti justifie ce retrait par des irrégularités constatées dans l’organisation du scrutin, notamment le non-respect des garanties issues de la concertation politique d'Owando ainsi que par la volonté de protéger la sécurité de ses militants. Il critique également le montant élevé des cautions électorales, à savoir 1 500 000 francs CFA pour les législatives et 500 000 francs CFA pour les locales,.

### Présidence du parti
À l’issue du congrès ordinaire du Rassemblement pour la démocratie et le développement (RDD), tenu les 15 et 16 décembre 2023 à Brazzaville, Jean-Jacques Serge Yhomby-Opango a été élu président du parti,.

### Positionnement et alliances
Sous sa direction, le RDD a pris ses distances avec la majorité présidentielle en 2019 pour réintégrer les forces de l'opposition, qu’il avait abandonnées en 2009, critiquant la volonté de ses anciens alliés de se maintenir indéfiniment au pouvoir, marquant ainsi un tournant dans l’orientation politique du parti,.  
Lors de l’élection présidentielle de 2021, le parti a soutenu la candidature de Guy Brice Parfait Kolélas, leader de l’Union des démocrates humanistes (UDH-Yuki), décédé du Covid-19 peu après le scrutin,. 
En 2026, Jean-Jacques participe à la fondation de l’Alliance pour l’alternance démocratique en 2026 (2AD26), une coalition regroupant plusieurs partis d’opposition, bien que Le Mouvement républicain de Destin Gavet s'est retiré de celle-ci. Jean-Jacques exprime la volonté du RDD de jouer un rôle actif à l’élection présidentielle, affirmant que sa formation ne se contentera pas d’un rôle d’appoint. Il plaide également en faveur d’une candidature unique de l’opposition, afin de faire au Parti congolais du travail (PCT),,.

### Non-reconnaissance du parti
Le RDD ne figure pas parmi les 42 partis autorisés à exercer légalement leurs activités, selon la liste publiée par le ministère de l’Intérieur .

## Rassemblement des forces changement
En avril 2025, Jean-Jacques Yhomby-Opango, annonce la création d’une nouvelle plateforme politique d’opposition, le Rassemblement des forces changement (RFC), rassemblant plusieurs partis dont le Parti social-démocrate congolais (PSDC) de Clément Mierassa. Ce mouvement vise à favoriser l’alternance démocratique à l’élection présidentielle de 2026. Il repose sur deux axes principaux : le dialogue avec le pouvoir sur les conditions d’un scrutin transparent et l’élaboration d’un programme commun, incluant la désignation d’un candidat unique de l’opposition. Présentée comme une prolongation des acquis de la CNS, cette initiative rejette toute prise de pouvoir par la force et s’inscrit dans une dynamique électorale pacifique,,,.